# 高阳县
高阳县是河北省保定市下辖的一个县。县政府驻錦華街道（原高陽鎮）西大街2号。

## 历史沿革
西汉置高阳县，属幽州刺史部涿郡；东汉改属河间国；西晋为高阳国都；北魏、北齐均为瀛州高阳郡附郭县；隋属河间郡；唐属河北道瀛州；宋为河北西路顺安军附郭县；金属中都路安州；元朝安州改属中书省保定路；明属京师保定府安州；清属直隶保定府。

## 行政区划
高阳县下辖1个街道办事处、7个镇：
高阳县锦华街道、庞口镇、西演镇、邢家南镇、晋庄镇、小王果庄镇、蒲口镇和庞家佐镇。
原管辖的龙化乡已由雄安新区的安新县托管。

## 人口
根據第七次人口普查數據，截至2020年11月1日零時，高陽縣常住人口318986人。

## 交通
高速公路：
- 沧榆高速（保沧）、 津石高速、 大广高速

公路：
- 230国道、 336国道
- 331省道、 381省道、 529省道（西演至肃宁公路）

铁路：
- 雄忻高速铁路（远期规划）

## 名胜古迹
- 布里留法工艺学校旧址
- 高蠡暴动烈士陵园